# Vydai Brenner Nándor
Vydai Brenner Nándor (Budapest, 1903. november 3. – Budapest, 1966) magyar festő, grafikus.

## Életpálya
1918 és 1921 között az Iparművészeti Iskolában Haranghy Jenő, 1923-25 között a Magyar Képzőművészeti Főiskolán Glatz Oszkár növendéke volt. Tanulmányai során megfordult Párizsban is, ahol a Julien Akadémiát látogatta. 1925: a Benczúr Társaság pályázati díja; 1926: II. Magyar Országos Egyházművészeti Kiállítás aranyérme; 1928: Ferencz József-díj. 1920 óta szerepelt tárlatokon, már főiskolás korában feltűnést keltett barokkos hangulatú rézkarcaival. Festményei a naturalizmus hatását mutatják, kifejezésmódja később expresszív elemekkel gazdagodott. A két világháború közti években rendszeres résztvevője volt az országos kiállításoknak, szerepelt a Munkácsy Céh és a Szinyei Merse Társaság bemutatkozásain is. 1945 után főként bányásztémájú képeket festett, és részt vett a Műcsarnok tárlatain. Korának egyik legjobb mestere volt a képregény egyik fajtájának, a diafilmek készítésének terén.
Ő készítette a Havas Károly-féle Az inkvizíció története (Budapest, 1927) c. mű 22 rajzát.

## Egyéni kiállítások
- 1930 Ernst Múzeum, Budapest
- 1937 Gyűjtemény kiállítása a Műterem Szalonjában Juharos Istvánnal.

## Válogatott csoportos kiállítások
- 1926 II. Magyar Országos Egyházművészeti Kiállítás, Budapest
- 1927 a Szinyei Merse Társaság kiállítása, Budapest
- 1928 Magyar Iparművészeti Kiállítás, Philadelphia (USA)
- 1928 Ferencz József Jubileumi Ösztöndíj Kiállítás, Budapest
- 1934 az Új Szalon kiállítása, Budapest
- 1950 1. Magyar Képzőművészeti kiállítás, Műcsarnok, Budapest
- 1951 2. Magyar Képzőművészeti kiállítás, Budapest • Moszkva (SZU)